# Jacques Callot

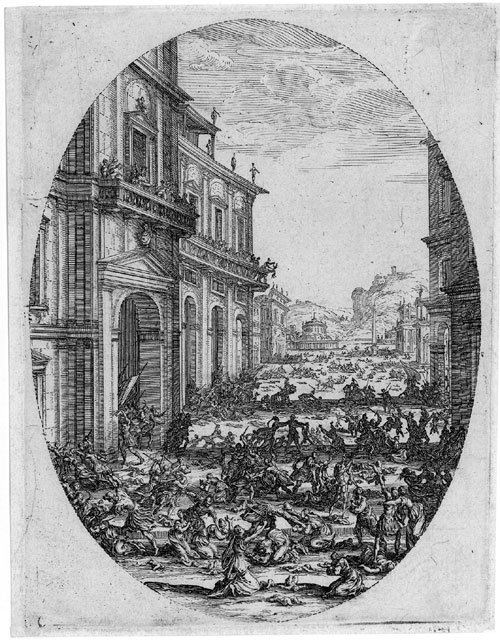
Az ártatlanok legyilkolása

Jacques Callot (Nancy, 1592 – Nancy, 1635. március 24.) francia rajzoló, grafikus, rézmetsző.

## Életpályája
12 éves volt, amikor vándorcigányokkal Itáliába szökött és Cantagallinánál tanult Firenzében. Miután apja barátai felismerték, hazaküldték a kamaszt. 1609-ben már apja hozzájárulásával tért vissza Itáliába, ahol Rómában 1612-ig Philippe Thomassin rézmetsző tanítványa volt. Miután 1611 végén II. Cosimo de’ Medici szolgálatába lépett, 1612–1617 között Giulio Parigi műhelyében dolgozott. Már első műveivel, a Capricci di variefigure című, a firenzei népéletből vett 50 rézmaratással (1617).
1622-ben visszatért Nancyba. 1625-ben Brüsszelbe költözött, ahol megismerkedett Van Dyke-kal, aki meg is rajzolta Jacques Callot arcképét. 1629-ben XIII. Lajos hívta Párizsba, ahol rézkarcot készített La Rochelle ostromáról.

## Művei
A betlehemi kisdedek meggyilkolása és egy firenzei népünnep-ábrázolásával megvetette hírnevének alapját. Későbbi munkái közül 3 nagy ostromot ábrázoló rézkarcolata, harcjátékai, ünnepélyességei, szintúgy vallásos ábrázolásai éppen nem vonzók, rendkívül modorosak, gyakran szárazak, néha meg éppen elhamarkodottak, üresek. Legkitűnőbbek a katonai és népi életből vett jelenetei. Ide tartoznak: a zsánerszerű 11 rajz a tékozló fiú történetével, groteszk cigánykaravánjai (Bohémiens), a különféle halálbüntetéseket ábrázoló lap (pl. Háborús ítélet), 6 kisebb és 18 nagyobb képe a hadi életből, a világhírű „Les petites misères de la guerre” és „Les grandes misères de la guerre”, amelyben szellemesen és megragadóan, bár néhol elrettentően rajzolja a harmincéves háború borzalmait. Említésre méltó végre fantasztikus nagy rézkarcolata: Szent Antal megkísértése. Metszeteinek pontos jegyzékét adja Meaume: Recherches sur la vie et les ouvrages de Jacques Callot. (Nancy, 1860, 2 kötet). 
„Egymás után adta ki híres sorozatait, a Kis és Nagy Passiókat, a Púposokat (Gobbi), a Koldusokat (Gueux) , a Cigányokat (Bohémiens) és két leghíresebb sorozatát a háború borzalmairól, melyeket formátumuk szerint megkülönböztetve Les grandes és Les petites miseres de la guerre néven említenek. E lapokon életének korai szakasza, pikareszk regényszerű kalandjainak emléke él, korának, a hugenotta háború századának teljes körképét adva. Reális, gyakran groteszk szellemű művészete egyaránt nagy hatással volt kortársaira és az utókorra.”

## Emlékezete
Képzeletben gazdag művészete már kortársaira is hatott.